# Tunç Denizer
Tunç Denizer (* 1967 in Hamburg) ist ein deutscher Theaterregisseur und -autor, Schauspieler, Kabarettist und Comedian.
Denizer, der in der Türkei und Deutschland aufwuchs, studierte Schauspiel- und Theaterwissenschaft in Izmir. Er ist heute als freier Schauspieler tätig, auch mit Aufgaben im Fernsehen, fest aber im Ensemble des Kölner Türkis Theater. Zuvor hatte er neben freien auch Engagements am Staats- und Stadttheater Izmir, am Düsseldorfer Schauspielhaus und Capitol-Musical Theater.
Seit 2002 "Pink Punk Pantheon"-Karnevalist wurde Denizer zum Dauergast im WDR-Fernsehen, in dem er zuletzt an der "jungen politischen Küchenkabarett"-Reihe Männer allein zuhaus (2005) mitwirkte. 
Daneben ist Denizer auch als Theaterautor aktiv. Sein Theaterstück für Kinder Nasreddin Hodscha und Till Eulenspiegel (2000) wählte das deutsch-türkische Tiyatro Brücke in Wien für seine erste Produktion in deutscher Sprache aus. Für das Kölner Jugendtheater Comic On! schrieb Denizer mit Lisa, Tom und Anna (2005) ein vielgelobtes "Musical zum Thema Gewalt" und führte hier auch gleichsam Regie.
Seit 2011 Mitglied des Comedy Duos „Ozan&Tunç“.

## Auszeichnungen
- Köln Comedy Cup 1997 (zusammen mit Ozan Akhan)